# Золотой Ключ (Крым)
Золото́й Ключ (до 1948 года Суба́ш; укр. Золотий Ключ, крымскотат. Suv Baş, Сув Баш) — исчезнувшее село в Кировском районе Республики Крым, располагавшееся на юге района, включённое в состав Приветного. Сейчас часть современного села южнее дороги на Феодосию.

## История
Впервые в доступных источниках поселение у Субашских источников отмечено на 1836 года в деревне Баш Субаш 12 дворов и на карте 1842 года, где Баш-Субаш (русский) обозначен условным знаком «малая деревня», то есть, менее 5 дворов.
В 1860-х годах, после земской реформы Александра II, деревню приписали к Салынской волости. Согласно «Списку населённых мест Таврической губернии по сведениям 1864 года», составленному по результатам VIII ревизии 1864 года, Субаш — владельческая русская деревня с 12 дворами и 80 жителями при речке Субаш. На трёхверстовой карте Шуберта 1865—1876 года в деревне Баш-Субаш обозначено 16 дворов. По «Памятной книге Таврической губернии 1889 года», по результатам Х ревизии 1887 года, в деревне Субаш числилось 13 дворов и 61 житель.
После земской реформы 1890-х годов деревню приписали к Цюрихтальской волости. На верстовой карте 1890 года в деревне обозначен 21 двор с русско-греческо-армянским населением По «…Памятной книжке Таврической губернии на 1892 год» в безземельной деревне Субаш, не входившей ни в одно сельское общество, числилось 11 жителей, домохозяйств не имеющих. По «…Памятной книжке Таврической губернии на 1902 год» в деревне Субаш числился 151 житель в 26 домохозяйствах. По Статистическому справочнику Таврической губернии. Ч.II-я. Статистический очерк, выпуск пятый Феодосийский уезд, 1915 год, в селе Субаш (на земле Айвазовской Анны Никитичны) Цюрихтальской волости Феодосийского уезда числилось 49 дворов (все дворы с землёй) со смешанным населением в количестве 305 человек приписных жителей, из которых 162 мужчины и 143 женщины. Жители землёй не владели, в примечании указано, что у Айвазовской при селении было 2362 десятины удобной земли. В хозяйствах имелись 91 лошадь, 83 вола, 69 коров и 550 голов овец, свиней, или коз.
После установления в Крыму Советской власти, по постановлению Крымревкома от 8 января 1921 года была упразднена волостная система и Субаши вошли в состав вновь созданного Владиславовского района Феодосийского уезда, а в 1922 году уезды получили название округов. 11 октября 1923 года, согласно постановлению ВЦИК, в административное деление Крымской АССР были внесены изменения, в результате которых округа ликвидировались и Владиславовский район стал самостоятельной административной единицей. Декретом ВЦИК от 04 сентября 1924 года «Об упразднении некоторых районов Автономной Крымской С. С. Р.» в октябре 1924 года район был преобразован в Феодосийский и село включили в его состав. Согласно Списку населённых пунктов Крымской АССР по Всесоюзной переписи 17 декабря 1926 года, в селе Субаши, Шейх-Мамайского сельсовета Феодосийского района, числилось 120 дворов, из них 117 крестьянских, население составляло 567 человек, из них 286 армян, 205 русских, 58 греков, 9 украинцев, 7 немцев, 1 татарин, действовали армянская и русская школы I ступени (пятилетка). Постановлением ВЦИК «О реорганизации сети районов Крымской АССР» от 30 октября 1930 года из Феодосийского района был выделен (воссоздан) Старо-Крымский район (по другим сведениям 15 сентября 1931 года) и село включили в его состав. На 1935 год в Субаше действовал плодоовощной колхоз им. 9 Кавдивизии.
В 1944 году, после освобождения Крыма от фашистов, согласно Постановлению ГКО № 5984сс от 2 июня 1944 года, 27 июня крымские армяне были депортированы в Среднюю Азию. 12 августа 1944 года было принято постановление № ГОКО-6372с «О переселении колхозников в районы Крыма» и в сентябре того же года в село приехали первые переселенцы, 1268 семей, из Курской, Тамбовской и Ростовской областей, а в начале 1950-х годов последовала вторая волна переселенцев. С 1954 года местами наиболее массового набора населения стали различные области Украины. С 25 июня 1946 года селение в составе Крымской области РСФСР. Указом Президиума Верховного Совета РСФСР от 18 мая 1948 года, Субаши переименовали в Золотой Ключ. 26 апреля 1954 года Крымская область была передана из состава РСФСР в состав УССР. После ликвидации в 1959 году Старокрымского района село переподчинили Кировскому. К 1960 году, поскольку в «Справочнике административно-территориального деления Крымской области на 15 июня 1960 года» селение уже не значилось, Золотой Ключ присоединили к Приветному (согласно справочнику «Крымская область. Административно-территориальное деление на 1 января 1968 года» — с 1954 по 1968 годы).

### Динамика численности населения
| - 1864 год — 80 чел. - 1889 год — 61 чел. - 1892 год — 11 чел. | - 1902 год — 151 чел. - 1915 год — 305 чел. - 1926 год — 567 чел. |